# Ignaz Aßmayer

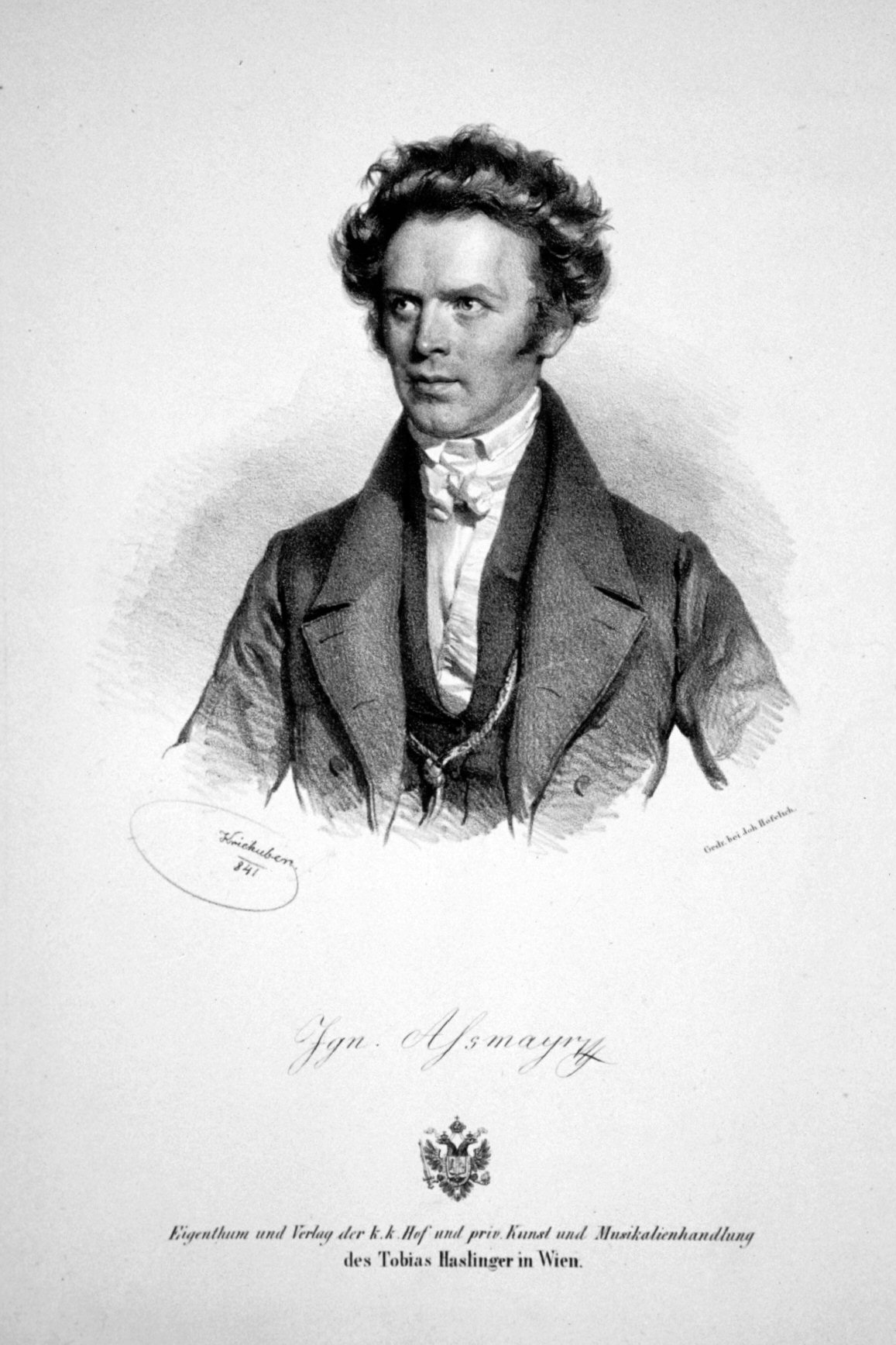
Ignaz Assmayr, Lithographie von Josef Kriehuber, 1841

Ignaz Aßmayer (* 11. Februar 1790 in Salzburg; † 31. August 1862 in Wien) war ein österreichischer Komponist und Kirchenmusiker.

## Leben
Ignaz Aßmayer wurde in Salzburg als Sohn eines aus Tirol eingewanderten Schneiders geboren. Schon früh machte sich das musikalische Talent des Jungen bemerkbar, und man ließ ihm eine gediegene musikalische Ausbildung zukommen, vor allem durch den Salzburger Andreas Brunmayer. Manche Quellen berichten, dass Aßmayer zudem Schüler von Michael Haydn war. 1808 wurde er während eines Militärurlaubs Organist im Salzburger Stift St. Peter. Bald konnte er auch als Komponist erste Erfolge verbuchen. 1815 übersiedelte Aßmayer nach Wien und wurde hier Schüler von Hofkapellmeister Antonio Salieri sowie von Vizehofkapellmeister Joseph von Eybler. Als Dank für den Unterricht widmete Aßmayer seinem Lehrer Salieri 1822 eine Sonate für Violine und Klavier. 1824 erschien eine Variation Aßmayers in Anton Diabellis Vaterländischem Künstlerverein.
1815–1818 wirkte Aßmayer als Musiklehrer an einer Privatschule, anschließend arbeitete er als Privatlehrer. 1823 wurde er Klavier- und Generalbasslehrer bei den Hofsängerknaben. 1824 folgte eine Anstellung als Regens chori am Wiener Schottenstift, 1825 als 2. Hoforganist neben Simon Sechter. Nachdem er 1838 2. Vizehofkapellmeister geworden war, wurde er nach dem Tod von Eybler und Joseph Weigl 1846 dessen Nachfolger als Hofkapellmeister. 1854 prüfte er Anton Bruckner an der Orgel. Aßmayer starb im Schottenhof (das Schottenstift verwahrt auch die meisten Kompositionen Aßmayers) und wurde auf dem Währinger Allgemeinen Friedhof bestattet. Nach dessen Auflassung wurde er exhumiert und auf den Wiener Zentralfriedhof überführt.
Ignaz Aßmayer war mit Franz Schubert befreundet, der ihm eine Abschrift seines Trauerwalzers (D 365 Nr. 2) widmete, und war Mitglied der Künstlervereinigung Ludlamshöhle.

## Ehrungen
Aßmayer erhielt das Goldene Verdienstkreuz mit der Krone und Herzog Robert I. (Herzogtum Parma) verlieh ihm die Herzoglich Parma'sche Goldmedaille für Kunst und Wissenschaft. 1894 wurde die Aßmayergasse in Wien-Meidling nach ihm benannt.

## Werke
Aßmayer galt als ein führender Vertreter des Klassizismus, von welchem auch seine Werke stark geprägt sind. Entsprechend nahm mit dem ästhetischen Wandel im voranschreitenden 19. Jahrhundert auch die Ablehnung Aßmayers zu. So kommentierte ein Korrespondent der Neuen Zeitschrift für Musik im Jahr 1846:
„Es ist übrigens eine traurige Wahrnehmung, dass seit Weigl’s und Eibler’s Tode und Donizetti’s Wahnsinn sich lauter notorische Unfähigkeiten in die ersten der musikalischen Hofämter theilen. Man denke nur an die beiden Hofkapellmeister Aßmayer [...] und Randhartinger, der übrigen, worunter sich aber einige ausgezeichnete Talente befinden, nicht zu gedenken.“
- 21 Messen; Messe in D, Messe in C, hrsg. von Hermann Dechant, Apollon-Musikoffizin, Wien
- Das Gelübde, Oratorium, 1833
- Saul und David, Oratorium, 1841
- Sauls Tod, Oratorium, 1842
- Zwei Symphonien (B-Dur, 1835 sowie eine verschollene in d-Moll)
- Kammermusik
- Klavier- und Orgelwerke